# Vår tid är nu
Vår tid är nu (" Onze tijd is nu", Engels: The Restaurant) is een Zweedse televisieserie die geproduceerd werd voor de Zweedse tv-zender SVT. De serie kent in totaal vier seizoenen en 32 afleveringen. De eerste aflevering verscheen in oktober 2017. De hoofdrollen worden onder meer vertolkt door Hedda Stiernstedt en Charlie Gustafsson.

## Verhaal

### Seizoen 1: 1945 tot 1950
De Tweede Wereldoorlog is ten einde, het is feest in de stad. Het traditionele restaurant Djurgårdskällaren in Stockholm wordt gerund door de familie Löwander. Dochter Nina ontmoet tijdens het bevrijdingsfeest de arme jongen Calle. Het restaurant wordt gerund door oudste zoon Gustaf. Hij probeert de financiële problemen van het restaurant op illegale wijze op te lossen. Een van zijn leveranciers Ragnarsson is crimineel en helpt Gustaf uit de brand. De jongste zoon Peter, die tijdens de oorlog in dienst is geweest, keert terug naar huis met een Joodse vluchteling: Suzanne. Gustaf probeert de restaurantproblemen te verbergen, maar Peter vermoedt dat er iets mis is.
Calle solliciteert bij Djurgårdskällaren om zijn arme moeder en broertje te kunnen onderhouden. Hij wordt aangenomen, maar de chef van het restaurant maakt het hem niet makkelijk. Peter doet in het geheim onderzoek naar de financiële status van het restaurant en hij confronteert later Gustaf hiermee. Nina en Calle verbergen dat ze een stel zijn. Peter en Suzanne zijn gelukkig met elkaar en hij vraagt haar ten huwelijk. Het brengt de familie van streek terwijl het conflict met Ragnarsson escaleert. Door een samenloop van omstandigheden komt de relatie van Nina en Calle tot een einde.
Serveerster Maggan werkt al jaren bij Djurgårdskällaren, zij zoekt haar zoon op bij haar pleegmoeder en neemt hem mee naar huis. De druk en bedreigingen van Ragnarsson escaleren verder als hij Suzanne bedreigt. De situatie met Gustaf en Ragnarsson komt tot een hoogtepunt en hierdoor staat Gustaf buitenspel. Nina en Peter nemen het over en werken er hard aan om het restaurant weer op gang te krijgen. Nina en Erik vieren hun verloving met een feest waar Calle met tegenzin het eten voor klaarmaakt. De avond loopt niet zoals gepland en eindigt in een gevecht waar Nina voor Calle kiest. Maggan wordt ontslagen vanwege haar betrokkenheid bij de vakbond, ze vecht dit aan en krijgt na veel moeite gelijk.
Na een tijdsprong hervat het verhaal bij Nina en Erik thuis. Ze heeft nu een dochtertje en leidt een rustig leven als huisvrouw. Peter werkt bij een advocatenkantoor en is niet meer betrokken bij het restaurant. Maggan is voorzitter van de vakbond geworden. Nina is ongelukkig en verslaafd aan drank en drugs. Haar verslaving escaleert met als gevolg dat haar dochter uit het raam valt. De strijd tussen Gustaf en Peter wordt smeriger. Seizoen 1 eindigt met Nina die in het ziekenhuis belandt en in comateuze toestand verkeert. Calle verklaart aan haar bed Nina de liefde.

### Seizoen 2: 1955 tot 1962
Het is december 1955, kerstmis komt eraan. Restaurant DK doet het buitengewoon goed. De familie Löwander is echter verdeeld. Gustaf is nog steeds gekwetst. Peters vrouw Ester voelt zich onterecht buitengesloten en probeert een breuk tussen Peter en Nina te veroorzaken. Nina worstelt met haar relatie met haar dochter, op kerstavond geeft ze Calle een langverwacht kerstcadeau. De Italiaanse jongere Angelo begint als afwasser bij Restaurant DK. Helga, Peter en Nina proberen Gustaf ervan te overtuigen zijn aandelen in het restaurant niet te verkopen, maar Gustaf wil vrij zijn van de familie en gaan investeren in zijn nieuwe werkplaats Oscarshof. Nina en Calle maken zich zorgen over hun zwangerschap, omdat ze in het verleden verschillende miskramen hebben meegemaakt.
Henriette Winter is een nieuwe partner in het restaurant en Peter en Ester proberen een manier te vinden om van haar af te komen. Maggan probeert Angelo en zijn Italiaanse vrienden te helpen waarvan ze ontdekt dat ze in erbarmelijke omstandigheden leven en vaak niet worden betaald voor hun werk. Gustaf blijkt te zijn opgelicht en verliest al zijn geld. Na het incident met Oscarshof wordt Gustaf vermist. De angst breidt zich uit dat hij misschien zelfmoord heeft gepleegd. Henriette Winter heeft besloten haar aandeel in het restaurant te verkopen en Peter en Nina maken ruzie over wie het moet kopen. Helga wordt gedwongen partij te kiezen in het conflict tussen Stickan en Calle, waardoor chef Backe besluit het restaurant te verlaten. Maggan haalt een onwillige Bellan over om Angelo de kans te geven om als ober in de eetkamer te werken.
Na een tijdsprong van één jaar hervat het verhaal met Calle die al een jaar chef-kok is van DK. Gustaf werkt weer in het restaurant, maar zonder aandelen. Nina's dochter Christina wil naar Stockholm verhuizen om bij haar moeder te gaan wonen, maar haar vader wil dit niet. Maggan krijgt een aanbod dat het leven van haar en Uno voor altijd zou kunnen veranderen. Calle krijgt een aanbod om een voedselprogramma voor televisie te maken, terwijl Maggan ontslag neemt om voor Britt Gahn te gaan werken. Gustaf zoekt behandeling voor zijn homoseksuele drang.
Wederom een tijdsprong van circa vijf jaar. Calle en Nina doen hun televisieprogramma al vijf jaar en hun relatie staat onder druk van twee banen. Ragnarsson is weer ter plaatse en wil zijn werk hervatten door DK afwassers te leveren. Wanneer Peter zijn aanbod afwijst, richt Ragnarsson zijn woede op Angelo, die nu de hoofdkelner is geworden. Gustaf en Astrid hebben God en een nieuwe troost gevonden in de pinksterbeweging. Helga heeft een beroerte gehad en haar familie vreest het ergste. Peter en Ester maken zich zorgen over wat er met DK zal gebeuren als Helga overlijdt en geheime afspraken beginnen te maken. De sociaaldemocraten verenigen zich in DK om te kijken naar de verkiezingsuitslag. Nina wordt overweldigd door het werk en een bezoek van haar dochter Christina, waardoor ze haar stress en frustratie op Calle wegneemt. Calle zoekt troost bij een oude vriend. Ragnarsson blijft Angelo en zijn familie terroriseren.
Peter en Ester hebben Helga's testament vernietigd, nadat ze hadden ontdekt dat Helga het runnen van het restaurant aan Nina overliet. Nina en Calle verzoenen, maar Calle's ontrouw knaagt aan zijn geweten. Ragnarsson wordt vermoord aangetroffen en Angelo is de hoofdverdachte van de politie. Gustaf worstelt erover of hij de gemeente wel of niet over zijn verleden moet vertellen. Britt heeft nieuws voor Maggan.

### Seizoen 3: 1968 tot 1971
Na wederom een tijdsprong hervat het verhaal in mei 1968. Nina en haar dochter Christina bereiden zich voor op de feestelijke opening van de nachtclub "Nina's". Peter en Ester, die de nachtclub Royal runnen, voelen zich bedreigd door de nieuwe competitie. Calle heeft al jaren geen contact meer gehad met Christina en Nina. Bij de studentenvereniging ontmoet Christina Maggans zoon Uno en komen zij in contact met de linkse mede-student John Hansen. Maggan, nu de Social Citizens Council, komt een oude vriend tegen. Er vindt een traangasaanval plaats tijdens de opening van ''Nina's''. Nina verdenkt Ester en Peter van betrokkenheid bij de traangasaanval op de nachtclub.
Als de chef-kok van Nina ontslag neemt ontstaat er onzekerheid onder het personeel. Gustaf probeert Nina over te halen om Calle te vragen terug te komen als chef-kok. Calle wordt uiteindelijk de nieuwe chef-kok bij Nina's en werkt aan vernieuwing van het menu. Ondertussen doen Ester en Mirko opnieuw een poging tot sabotage. John en de linkse bende ontdekken een nieuwe manier om hun bedrijf te financieren en maken Christina van streek als ze de waarheid ontdekt. John begint te vermoeden dat Uno informatie doorgeeft aan de geheime politie. De kranten hebben ontdekt dat Maggan een illegale homoclub heeft bezocht en de mediajacht is hevig. Angelo krijgt een zakelijk idee. Peter realiseert zich dat Ester en Mirko verantwoordelijk zijn voor de aanvallen op Nina's nachtclub en besluit hen te confronteren. Geld verdwijnt van de kassa's bij Nina, wat leidt tot een conflict tussen Nina en Christina. John en de linkse bende zijn van plan hun politieke strijd naar een nieuw niveau te tillen, maar dan krijgt John een geweldige aankondiging van Christina. Angelo probeert een banklening te krijgen om zijn eigen pizzeria te openen, en Maggan staat voor een beslissing die haar hele toekomstige carrière zal beïnvloeden.
Drie jaar zijn verstreken sinds Christina haar moeder en Nina's nachtclub achterliet. Ze woont nu in het geheim bij John en de rest van de bende op een boerderij. Uno, nu een politieagent, probeert Christina op te sporen. Nina ontdekt dat ze een kleindochter heeft en probeert ook contact te maken met Christina. Gustaf en zijn familie keren terug uit Tanzania, maar de reden om naar huis te komen is niet wat iedereen denkt. Calle vermoedt dat Nina weer is gaan drinken en zich steeds meer zorgen maakt. Maggans leven is drastisch veranderd sinds de pers van het stadhuis. De nacht dat de iepen in Kungsträdgården worden omgehakt, is er een enorme opschudding. Uno en Maggan raken allebei verstrikt in de commotie, maar ze staan aan verschillende kanten. John en de linkse bende plannen een aanslag in het centrum van Stockholm, terwijl Christina probeert te achterhalen waar ze haar dochter naartoe hebben gebracht. Nina ontdekt dat er iets ernstig mis is met de economie in Nina's nachtclub. Astrid blijft haar leukemie bestrijden, met Gustaf aan haar zijde.
John en de linkse bende houden Christina gevangen in de boerderij. Ze probeert een kans te vinden om te ontsnappen, terwijl Uno en de politie op de boerderij willen intrekken. Nina's nachtclub is bijna failliet en Nina begint het aanbod van Mirko om haar uit te kopen in overweging te nemen. Of kunnen zij en Peter een manier vinden om hun verschillen achter zich te laten en hun krachten te bundelen? De moeilijke tijden voor Nina's brengen Nina en Calle dichter bij elkaar, maar dan krijgt Calle een zeer verleidelijk aanbod van Angelo. John is aan de politie ontsnapt. Hij neemt contact op met Christina en Moa-Li en wil dat ze met hem naar Spanje vluchten. Uno vermoedt echter dat er iets aan de hand is. Peter overweegt het aanbod van zijn aartsvijand Mirko te accepteren. Nina voelt zich ondertussen verraden door Calle, omdat ze haar hart weer heeft geopend. Astrid ligt op haar sterfbed en geeft Gustaf haar zegen - op meer dan één manier. Maggan krijgt een verrassend aanbod van de hoogste autoriteit.

## Locaties

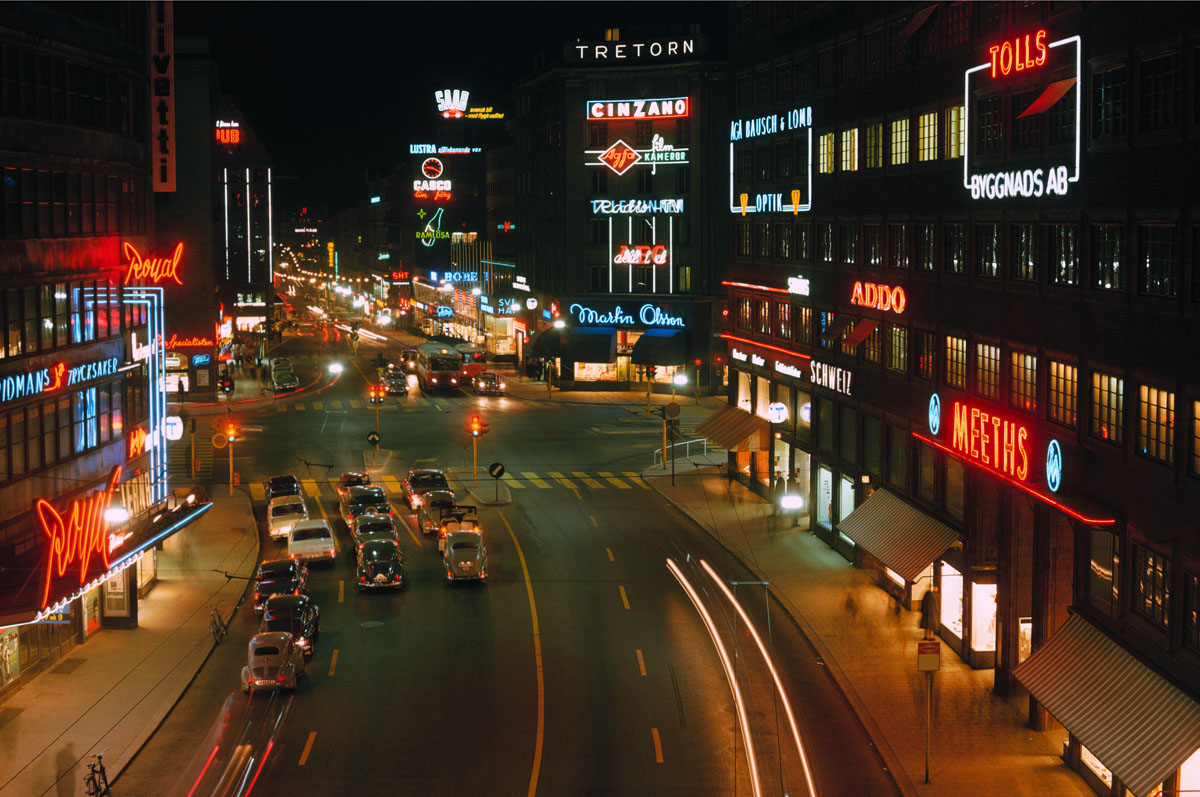
Malmskillnadsbron, de locatie waar de slotscène van seizoen 2 is opgenomen in Stockholm.

De Zweedse serie is voor het grootste deel opgenomen in Göteborg, Stockholm en deels in Jonsered.

## Personages

### Rolverdeling
Legenda
 = Hoofdrol
 = Bijrol
 = Gastrol
 = Geen rol
| Hedda Stiernstedt   | Nina Löwander              | 10 | 10 | 8 | 4 | 32 |
| Charlie Gustafsson  | Calle Svensson             | 10 | 10 | 8 | 4 | 32 |
| Anna Bjelkerud      | Ethel                      | 10 | 10 | 8 | 4 | 32 |
| Adam Lundgren       | Peter Löwander             | 10 | 10 | 8 | 3 | 31 |
| Josefin Neldén      | Margareta "Maggan" Nilsson | 10 | 10 | 8 | 3 | 31 |
| Rasmus Troedsson    | Bellan Roos                | 10 | 10 | 6 | 4 | 30 |
| Mattias Nordkvist   | Gustaf Löwander            | 10 | 10 | 6 |   | 26 |
| Suzanne Reuter      | Helga Löwander             | 10 | 10 |   | 4 | 24 |
| Peter Dalle         | Stig "Stickan" Backe       | 9  | 8  |   | 4 | 21 |
| Caroline Söderstrom | Astrid                     | 7  | 10 | 4 |   | 21 |
| Karin Franz Körlof  | Lily                       | 10 |    | 8 |   | 18 |
| Malin Persson       | Sonja                      | 10 | 3  |   | 4 | 17 |
| Ida Engvoll         | Ester                      | 2  | 10 | 4 |   | 16 |
| Simone Coppo        | Angelo                     |    | 9  | 7 |   | 16 |
| Tova Magnusson      | Britt Gahn                 |    | 9  | 6 |   | 15 |
| Hannes Fohlin       | Erik Rehnskiöld            | 5  | 3  |   | 4 | 12 |
| Hedda Rehnberg      | Suzanne                    | 8  | 3  |   |   | 11 |
| Julia Heveus        | Christina Rehnskiöld       |    |    | 8 |   | 8  |
| Oskar Larin         | Uno Nilsson                |    |    | 8 |   | 8  |
| Peter Viitanen      | Leffe Viking               |    |    |   | 3 | 3  |